# 3M
3М также стратегический бомбардировщик ОКБ В. М. Мясищева
3M («Три Эм»,"Трипл ЭМ", «TripleM» NYSE: MMM, в прошлом — Minnesota Mining and Manufacturing Company) — американская химическая корпорация работающая в области промышленности, безопасности работников, здравоохранения и товаров повседневного спроса. Штаб-квартира — в городе Сент-Пол, штат Миннесота (США).
Общий объём продаж компании в мире в 2018 году составил 32,8 миллиардов долларов, что делает её 95 в списке крупнейших корпораций США. По состоянию на 2018 год в компании работает около 93 500 человек, в 70 странах мира.

## История

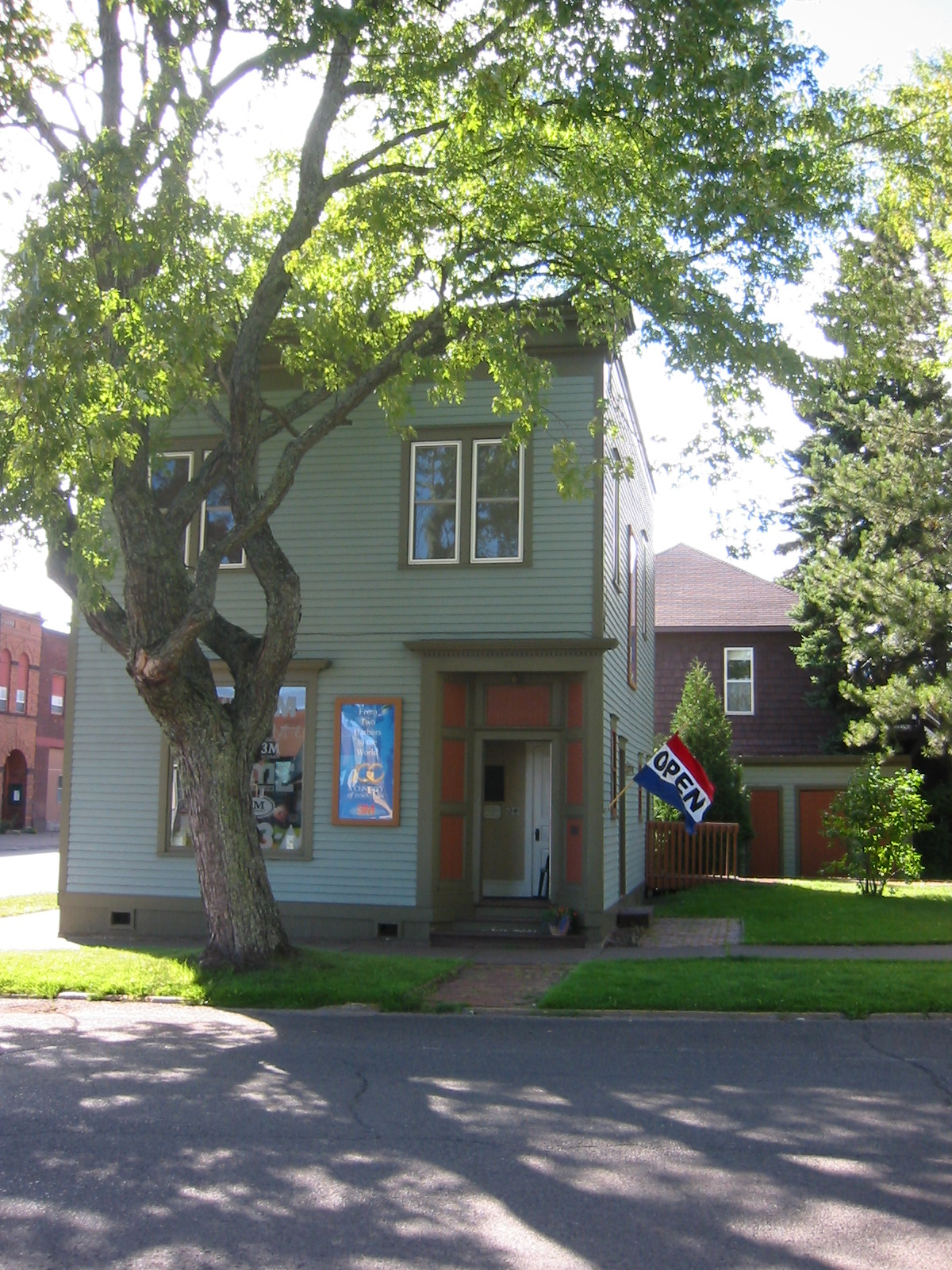
Здание, в котором была основана компания, сейчас представляет собой музей 3M

Компания была основана в 1902 году в США в штате Миннесота недалеко от процветающей деревни на берегу озера Верхнее пятью предпринимателями в целях использования редкого минерала корунд в качестве абразива: адвокатом, врачом, двумя руководителями железной дороги, а также мясником. Однако, ввиду того, что корунда в породе не оказалось, бизнес компании оказался под угрозой. Высокая конкуренция и низкое качество абразива привели к тому, что компания влезла в долги. Штаб-квартира компании была переведена в Дулут в 1905 году. В мае 1905 года основным инвестором компании был Эдгар Б. Обер, который вместе с партнёром Люциусом Понд Ордвей в целях спасения компании выкупили 60 % её акций, а также привлекли дополнительно 250 тыс. долларов США. В 1910 году был построен новый завод по производству абразива в городе Сент-Пол. В 1916 году Ордвей принял решение перенести штаб-квартиру в Сент-Пол в связи с тем, что послевоенный рост экономики мог позволить улучшить позиции компании. Первые дивиденды по акциям были выплачены также в этом году.
Наибольшим значением для компании стал приход в компанию Уильяма Макнайта в 1907 году и А. Г. Буша в 1909 году. Макнайт работал в качестве генерального директора с 1914 по 1929 год, президента с 1929 по 1949 год, председателем правления с 1949 по 1966 год. Макнайт и Буш разработали агрессивную стратегию продаж, ориентированную на клиентов марки. Торговые представители, вместо того, чтобы контактировать с агентом по закупкам компании, приходили непосредственно в магазин, где они могли говорить с людьми, которые использовали их продукцию. Благодаря такому принципу компания знала, как и в какую сторону нужно улучшать свою продукцию. В 1921 году был получен патент на первый водостойкий абразив, благодаря которому бизнес был заметно расширен.
Изобретение прозрачного скотча во время Великой депрессии помогло компании расти в условиях, при которых большинство предприятий боролись за уровень безубыточности. Потребители использовали скотч в различных формах: для разорванной бумаги, укрепления переплётов, починки. К 1932 году новый продукт продавался так хорошо, что основная клиентская база компании 3М сместилась от мебели и автомобильных заводов в магазины канцелярских товаров. В 1930-х годах 3M направляла около 45 процентов своей прибыли в новые научно-исследовательские работы.
В 1947 году 3М провела первый публичный выпуск акций на Нью-Йоркской фондовой бирже, что привлекло к компании дополнительное внимание. Среди новинок, дебютировавших в послевоенные годы, — магнитные аудиокассеты, которые появились в 1947 году благодаря сотрудничеству с SONY. В 1949 году Макнайт ушёл с поста руководителя компании, став председателем совета директоров; под его управлением компания выросла почти в 20 раз, а штат сотрудников превысил 10 000 человек.
Ричард Карлтон, сменивший Макнайта, сохранил ценности компании, ориентированные на исследования, что привело к появлению новых инноваций в 1950-е годы: первая технология копирования текста, появление копировального аппарата ThermoFax (1951), Scotchgard (1956), и Scotch-Brite губки (1958). В 1959 году двадцатый год подряд происходило увеличение продаж.
В 1960-х годах годовой оборот компании достиг одного миллиарда долларов, основным направлением стало производство магнитных носителей. В 1970-е годы произошёл ряд отставок нескольких топ-менеджеров. Рост продаж замедлился также в течение десятилетия, особенно в нефтяной кризис 1974 года. Руководство 3M в ответ на кризис обратилось к сотрудникам в поисках способов сократить издержки компании на каждом заводе. Компания также имела трудности с потребительскими товарами. Особенно большой урон компании принесла потеря рынка магнитных кассет, на котором, вследствие снижения цен, стали доминировать два японских производителя, TDK и Maxell. Компания 3M придерживалась традиции отказа от рынков, на которых она не могла устанавливать собственные цены.
Когда Льюис Лер стал президентом компании в 1981 году, он отметил: «Не существует бизнеса, где мы не могли бы придумать новые технологии». Он быстро реструктуризировал компанию на четыре сектора: производство и потребление, электроника и информационные технологии, графические технологии, а также естественных наук, содержащих в общей сложности около 40 подразделений. Он также установил цель, чтобы 25 процентов заработка каждого подразделения приносили продукты, которых не было ещё пять лет назад. Основным продуктом, позволившим найти выход из сложной ситуации, стало появление Post-it.

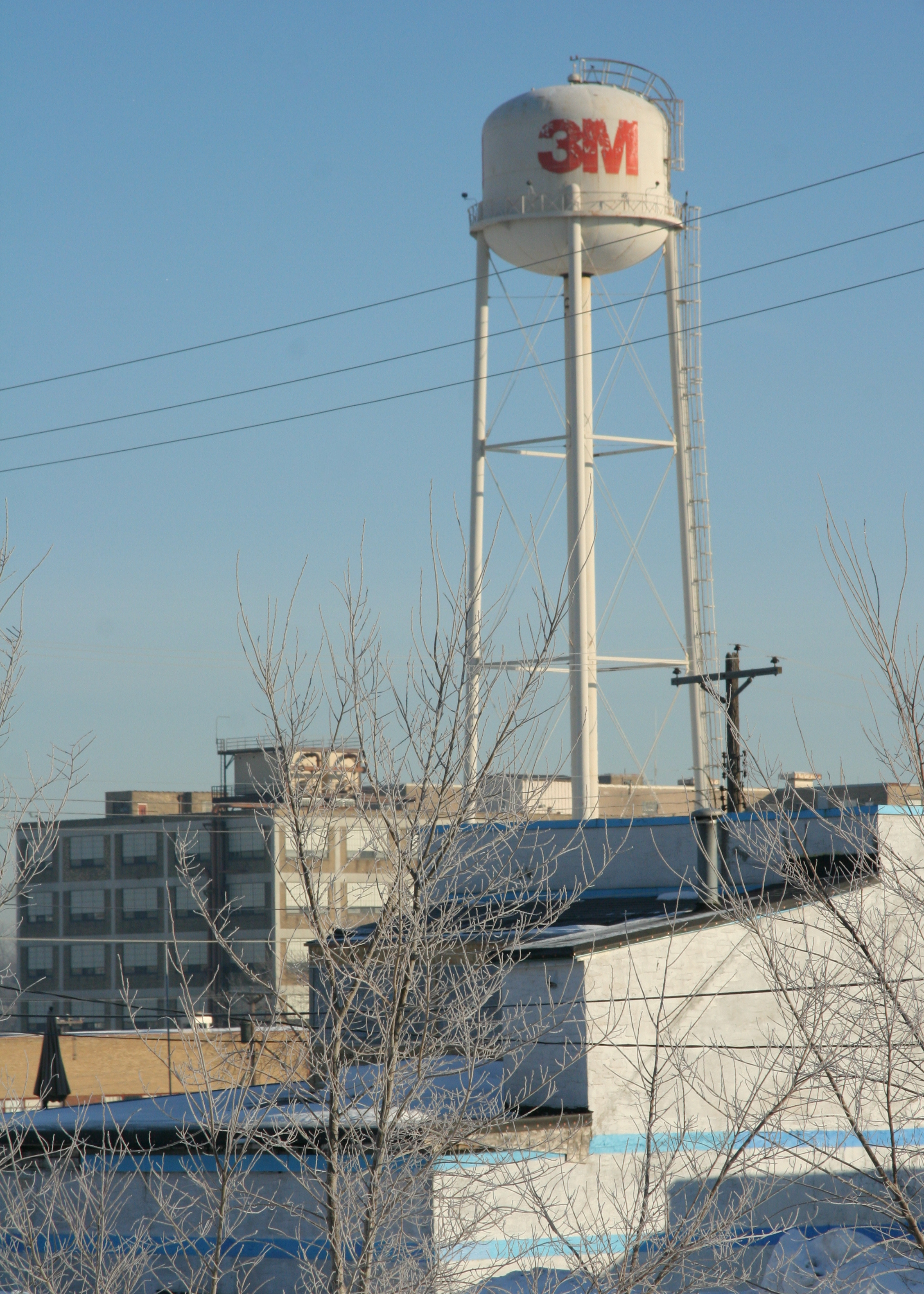
Фабрика 3M в Сент-Поле (США, штат Миннесота)

В 1990-х компания достигла рекордного объёма продаж. После этого перед компанией была поставлена новая цель: не менее 30 процентов от будущих продаж должны были поступать за счёт продуктов, разработанных в течение последних четырёх лет.
Начало 2000-х было тесно связано с приходом нового исполнительного директора и с сокращением расходов, и 3M в течение первого года сэкономила более чем полмиллиарда долларов. В 2002 году компания выпустила на рынок композитный провод ACCR, используемый в высоковольтных линиях электропередачи. Также в этом году компания была переименована в «3M Company». Вторая половина десятилетия связана с реструктуризацией деятельности компании.

### История открытий
1906 — первый абразив 3М Three-M-ite
1925 — клейкая лента Scotch
1939 — световозвращающая плёнка Scotchlight для дорожных знаков
1944 — магнитная лента для звукозаписи
1960 — диапроектор
1967 — одноразовые респираторы
1968 — цветной копировальный аппарат
1979 — лёгкий утеплитель Thinsulate
1980 — клейкие блокноты для заметок Post-it
2001 — высокочувствительный стетоскоп Littmann 4000
2002 — многофункциональная система для презентаций 3М
2005 — алюминиевый композитный усиленный провод для высоковольтных линий электропередач
2006 — технология 3D сканирования ротовой полости — Lava
2008 — микропроектор MPro 110

## Деятельность
Сегодня на предприятиях компании в 60 странах мира производится более 50 тыс. наименований товаров для медицины и различных отраслей промышленности, в том числе автомобильной, нефтегазовой, горнодобывающей и др. (абразивные, клеящие материалы и др.).

### Системы визуальной коммуникации
Основанные на мощных технологических платформах — плёнки, повышающие яркость дисплеев, световозвращающие материалы, графические материалы для рекламы, проекционные системы.
- Плёнки алмазного класса DG3
- Ленты для дорожной разметки
- Фотолюминесцентные плёнки
- Различные плёнки для использования в дизайне, автотюнинге, рекламе
- Проекционные системы (портативные, интерактивные)

### Товары для дома и офиса

#### Клейкая лента Scotch
Клейкая лента Scotch изобретена Ричардом Дрю, который работал в 1920-е годы лаборантом в компании. Во время испытаний образцов наждачной бумаги в автомастерских Ричард случайно обратил внимание, что при окраске автомобилей защита неокрашенных частей представляет собой довольно сложную задачу. Это наблюдение привело Ричарда к мысли о создании специальной малярной ленты. Он убедил руководство в необходимости подобного продукта и приступил к исследованиям. Команде Ричарда Дрю потребовалось 3 года, чтобы найти подходящий состав клея: их первым продуктом стала бумажная лента, на которую в целях экономии клей был нанесен лишь по краям. Покупатели назвали новый продукт «шотландкой» (по-английски — scotch), что также значит «скупой», «экономный». Когда в 1925 году появилась усовершенствованная клейкая бумажная лента с достаточным количеством клея, компания так и назвала её — «Scotch». Именно тогда и родилась ныне всемирно известная торговая марка. В 1930 году она была официально зарегистрирована.
Из всех зарегистрированных торговых марок 3M Scotch является наиболее известным. По некоторым оценкам, данная торговая марка занимает 76-е место в списке крупнейших брендов мира, а её стоимость составляет 5 млрд 413 млн долларов США.

#### Блокноты Post-it
История появления блокнотов Post-it началась с попытки специалиста исследовательской лаборатории компании ЗМ Сильвер, Спенсер улучшить качество клейкой ленты Scotch (также изобретённой компанией ЗМ). В 1968 году он получил плотный клей, который не впитывался в поверхность и был, на первый взгляд, бесполезен для усовершенствования скотча. Несколько лет спустя, решение о практическом применении нового клея случайно нашёл коллега разработчика — Арт Фрай. В свободное время он пел в церковном хоре и чуть не лишился места певчего из-за того, что периодически не успевал вовремя открывать нужный псалом — закладки постоянно выпадали из книги. Тогда ему пришла идея использовать изобретённый Спенсером Сильвером клей, который мог бы закреплять бумажные закладки в книге, не повреждая хрупких страниц. Так появилась бумага с клеевым краем, которая в 1980 году была впервые официально выведена на рынок США.
Однако изначально новинку выпустили под другим известным брендом компании ЗМ — Scotch и назвали «Press and Peel». Продукт стал хитом года. Изобретение самоклеящихся бумажек оказалось настолько успешным, что президент компании «Крайслер» Ли Якокка и генеральные директора других компаний США, входящих в Fortune 500, отправили благодарственное письмо в ЗМ с выражением восторга от нового продукта. 

В 2010 году компания ЗМ отметила 30-летие блокнотов с клеевым краем Post-it.

#### Продукция марки Scotch-Brite
Это продукты для решения задач влажной и сухой уборки дома, для ухода за различными поверхностями, мебелью и предметами интерьера, для мытья посуды и полов, для защиты рук и маникюра в процессе уборки и прочие средства для ухода за полом. Основными продуктами является:
- Линейка салфеток для всех типов уборки (сушка посуды, мытьё пола и т. д.).
- Хозяйственные губки для каждого вида поверхности (назначение губки определяет цвет абразивного слоя).
- Ролики — средство для удаления пыли, ворса и шерсти домашних животных с тканевых поверхностей.
- Меламиновая губка Scotch-Brite Magic — продукт компании 3М для удаления пятен и загрязнений с твёрдых поверхностей.

Губки для мытья посуды Scotch-Brite появились на потребительском рынке США в 1959 г. На российском рынке продукция для ухода за домом Scotch-Brite представлена с 2005 года.

#### Крепление Command
Системы крепления Command предназначены для удерживания тяжёлых предметов без шурупов, гвоздей и отверстий в стене. При необходимости системы крепления Command бесследно удаляются, не повреждая стен. Крепления выпускаются для обустройства дома или офиса: застёжки для картин, универсальные крючки и держатели, органайзеры для проводов.

### Электротехническое и телекоммуникационное оборудование
Решения для потребителей в области электротехники, электроники и рынка телекоммуникаций. Создание надежных источников электрической энергии, высокой производительности электронных устройств, а также быстрой и надежной работы телекоммуникационных сетей.
- Соединительные, ответвительные и концевые муфты для кабеля низкого и среднего напряжения;
- Изоляционные ленты ПВХ;
- Высокотемпературный алюминиевый композитный усиленный провод ACCR;
- Материалы для монтажа и ремонта линий связи;
- Маркировка трасс оптических кабелей;
- Газовое огнетушащее вещество ЗМ Novec 1230;

### Антикоррозионные и защитные покрытия Scotchkote (Скотчкоут)
- Покрытия для нефтегазовой отрасли[10]
- Покрытия для инфраструктуры водного хозяйства[11]
- Покрытия для инженерного ремонта и других работ[12]

### Здравоохранение

#### Littmann
Профессиональные стетоскопы и стетофонендоскопы Littmann для широкого круга медицинских специалистов, в том числе физиотерапевтов, пульмонологов, кардиологов и врачей общей практики.

#### 3M ESPE
Подразделение стоматологической продукции компании 3M по праву можно назвать пионером в стоматологической отрасли, благодаря высококачественным инновационным продуктам — первый реставрационный материал цвета естественного зуба, первый самоадгезивный универсальный композиционный цемент, первый наноиономер, первая препарируемая готовая временная коронка и первый аппарат для автоматического смешивания оттискных масс и цементов. Подразделение 3M ESPE было названо самой инновационной компанией в мировой стоматологии согласно обзору стоматологической индустрии, проведённой группой Anaheim в 2006 году.

#### 3M UNITEK
С даты своего основания в 1948 году и по сегодняшний день 3М Unitek предоставляет врачам-ортодонтам такие продукты как первые стальные брекеты, брекеты с уже нанесённым адгезивом, цветоизменяющийся адгезив и самолигирующиеся брекеты. Сегодня список продукции 3М Unitek насчитывает более 14 000 наименований.

#### Медицинские расходные материалы
Компания 3М является производителем расходных материалов: продукция для операционной — хирургические простыни, халаты, хирургические разрезаемые плёнки, маски и респираторы, хирургические клиперы; продукция для стерилизационных отделений — стерилизационное оборудование, индикаторы контроля качества стерилизации, стерилизационная упаковка; изделия для микробиологических исследований; перевязочные материалы, пластыри, повязки, полимерные бинты для иммобилизации, одноразовые термометры.

### Материалы для транспорта и промышленности
- Промышленные ленты, клеи и герметики;
- Системы фильтрации;
- Абразивные материалы и полировальные системы;
- Шлифовальный инструмент или шлифовальные системы;
- Продукция по уходу за автомобилем;
- Защитные автомобильные и тонирующие плёнки;
- Автопромышленная продукция;
- Продукция для ремонта автомобилей;
- Стеклянные и керамические микросферы и ПАВ;

### Средства для безопасности, охраны и защиты
- Защита дыхания: противопылевые респираторы, фильтрующие маски и полумаски, силовые респираторы и респираторы с принудительной подачей воздуха;
- Противошумные наушники, коммуникационные наушники, противошумные вкладыши (беруши);
- Защитные очки и маски;
- Каски, оголовья, шлемы;
- Лицевые защитные щитки для сварщиков;
- Защитные комбинезоны;
- Противоусталостные покрытия, противоскользящие и противопожарные покрытия;
- Салфетки и губки;
- Абразивные круги для ухода за полом;
- Средства для влажной, сухой уборки пола, уборки труднодоступных мест;
- Тесты для оценки качества фритюра;
- Утеплитель Thinsulate, из которого производят: постельное бельё, одежду, обувь;
- Материалы для инжинирингового ремонта;

## Бренды компании
Бренд 3M объединяет несколько торговых марок, известных по всему миру благодаря качеству используемых технологий. Особенно известны:
- Command — бытовые системы крепления, предназначенные для разнообразных домашних нужд;
- Cuno — системы фильтрации жидкостей и газов;
- Filtrete — продукция для фильтрования;
- Nexcare — серия медицинских товаров для дома;
- Peltor — средства защиты слуха и зрения;
- Petrifilm — готовый тест для количественного определения микроорганизмов;
- Post-it — канцелярские принадлежности для офиса и дома;
- Scotch — клейкие ленты для дома и офиса;
- Scotch-Brite — хозяйственные губки для посуды и иные средства для уборки, в том числе меламиновую губку;
- Scotchkote — антикоррозионные и защитные покрытия для трубопроводов и прочих поверхностей;
- Scotchgard — защита одежды и обуви от воздействия внешней среды;
- Scotchprint — материалы для различных графических работ;
- SpeedGlas — сварочные щитки с автоматически затемняющимися светофильтрами;
- Meguiar's — автокосметика и полироли Meguiar’s.
- VentureShield — защитная плёнка (антигравийная плёнка) для кузова автомобиля.

## Показатели деятельности
Общее число занятых — 80 тыс. человек (2010 год). В 2010 году выручка компании составила $26,66 млрд (в 2009 году — $23,12 млрд), чистая прибыль — $4,09 млрд ($3,19 млрд).

## 3M в России
Представительство 3М было открыто в 1991 году, а спустя несколько месяцев была образована компания «3М Россия». Операционная деятельность компании в России осуществлялась через центральный офис в Москве, клиентские центры в Санкт-Петербурге и Екатеринбурге. До ухода из России компания ЗМ осуществляла свою деятельность также через официальных дистрибьюторов, для которых проводит специализированное обучение.
В 2008 году был сдан в эксплуатацию завод компании 3М в городе Волоколамске, на котором осуществляется выпуск порошковых эпоксидных покрытий для трубопроводов, товаров для дома, средств индивидуальной защиты органов дыхания, нарезка индустриальных лент, выпуск шпатлёвок и полировальных паст для автокосметики.
В 2015 году в Республике Татарстан открыт второй и крупнейший в России завод компании 3М на территории особой экономической зоны «Алабуга», первая очередь которого выпускала антикоррозийные материалы для нефтегазовой отрасли.
В мае 2022 года компания заявила о приостановке деятельности в России.В сентябре руководство компании приняло план по продаже активов в России, говорится в её отчёте за 2022 год. В документе указано, что по состоянию на конец 2021 года стоимость основных активов и обязательств компании в России, предназначенных для продажи, составляла около $50 млн.